# Vlárský průsmyk
Vlárský průsmyk (tjeckiska) eller Vlársky priesmyk (slovakiska) är ett bergspass på gränsen mellan Tjeckien och Slovakien. Vlárský průsmyk ligger 481 meter över havet.